# Nkamouna
Nkamouna, également appelée Nkamounaé, est une forêt camerounaise située à 400 km à l'Est de Yaoundé.

## Ethnographie
Des pygmées de l'ethnie Baka vivent dans cette forêt.

## Géographie
La région est riche en gisements de cobalt, de nickel et de manganèse. Ceux-ci intéressaient la société minière américano-canadienne Geovic Mining Corp. Sa filiale Geovic Cameroun, obtient le tout premier permis d’exploitation minière du Cameroun en 2003, mais abandonne finalement le projet en 2014.